# 勵澳的士服務股份有限公司
勵澳的士服務股份有限公司（葡萄牙語：Lai Ou serviços de táxi, S.A.），母公司為澳門勵駿，是澳門特別行政區一間曾經參與2016年特別的士准照競投的公司之一，但在投標至中標結果的過程中被另一間營運商澳門電召的士服務股份有限公司擊敗，最終落選並失落澳門特別的士准照。

## 沿革
2014年11月6日，由於澳門特別行政區政府與宏益電召經過數月緊密磋商仍未能就其准照續期事宜達成共識，因此俗稱“黃的”的宏益電召營運的100個特別的士准照於2014年11月7日晚上11時59分到期屆滿失效，象徵着“黃的”全面退場並結束所有特別的士服務。
2015年10月5日，澳門特區政府於政府公報刊登第304/2015號行政長官批示，核准對經營的士客運業務特別准照的批給作公開競投，該准照將對應不多於100個特別的士執照，並賦予承批人在澳門特別行政區經營有關輕型出租汽車客運業務的權利。該准照批給期限八年。
2015年10月14日，交通事務局正式開展有關的士特別准照公開競投招標工作。原定2015年12月14日截標，以暗標方式開投，其後因修訂相關競投條款最終延至2016年1月12日截標。
2016年1月13日，特別的士准照進行開標，共收到三份標書，包括該公司外，另外兩間分別是“澳門電召的士服務股份有限公司”及“的士高股份有限公司”。首階段投標只有該公司標書獲接納，另外兩間公司“澳門電召”和“的士高”因投標文件出現問題被拒絕接納。隨後其中一間公司“澳門電召”提出聲明異議表明作出上訴。
2016年3月17日，經營的士客運業務特別准照公開競投繼續開標會議，委員會考慮到澳門電召公司將文件錯放在不正確的信封內，並不足以構成標書被淘汰的理由，因此有關訴願理由成立。勵澳一度提出聲明異議被駁回。董事局主席周錦輝稱不介意，強調有競爭才有進步，最重要是對社會有益，又指出已與的士界建立關係多年，希望透過經營好電召的士提升整體質素，未來提供的電召的士包括有名廠牌子，亦會做好司機培訓工作，以及吸引不同年齡層的士司機入行；至於被問到其他公司是否較優勝，他則認為應由政府評標，而且社會大亦自有公道。
2016年9月6日，政府公報刊登行政長官第58/2016號行政命令，授予運輸工務司司長羅立文代表澳門特別行政區與「澳門電召的士服務股份有限公司」簽署有關特別的士客運業務的公證合同。意味著勵澳落選該次特別的士准照競投。落選消息一出後，該公司董事局主席周錦輝表示，當局在開標後半年，再重新接納另一公司“澳門電召”標書，質疑過程中沒有向公眾交代清楚。又指不了解當中評標標準，只能等待評標報告，作出詳細的研究再進行下一步的策略，若發現有不公平的情況會再提出申訴。

## 投資
投資方面，勵澳原本計劃花費7,000萬元發展業務，用車方面計劃引入65部七人車及30部平治等豪車服務，並提供至少5部傷殘人士的士，其中引入平治的士是開創澳門的士行業先河，該公司又計劃建立澳門最大維修中心作支援，亦歡迎其他維修車廠與該公司合作。初期計劃聘請200名全職司機，並會以彈性編更的方式聘請兼職司機，期望透過穩定收入及彈性上班時間，吸引不同年齡層人士入行。勵澳原本計劃在中標後，先投入50部特別的士營運，當中包括接載殘障人士的士，其後一年內營運公司按標書承諾投入相應數目的電召的士。

## 收費
收費方面，與普通的士收費相同，但勵澳在標書中提出3項服務費，包括電召費收費為15澳門元、預約費為15澳門元及失約費5澳門元。相比另一間投標公司澳門電召的士服務股份有限公司其三項費用為高，而電召公司只收5澳門元電召費，並不收任何預約費及失約費。由於勵澳在標書中在電召費、預約費、失約費設置過高，被指因此失落特別的士准照。

## 外部連結
- 澳門勵駿創建有限公司 （页面存档备份，存于）